# الشهود (المخادر)

تعديل مصدري - تعديل

الشهود محلة تابعة لقرية الضبات، التابعة لعزلة بني سرحة بمديرية المخادر إحدى مديريات محافظة إب في الجمهورية اليمنية، بلغ تعداد سكانها 54 حسب تعداد اليمن لعام 2004.